# Sungai Kahayan
Sungai Kahayan (engelska: Kahajan River) är ett vattendrag i Indonesien.   Det ligger i provinsen Kalimantan Tengah, i den västra delen av landet, 900 km öster om huvudstaden Jakarta.